# أول جوني هينركسن
أول جوني هينركسن (بالنرويجية البوكمول: Ole Johnny Henriksen)‏ هو لاعب كرة قدم نرويجي في مركز مهاجم ‏، ولد في 29 مايو 1955. شارك مع منتخب النرويج تحت 21 سنة لكرة القدم ومنتخب النرويج لكرة القدم. أما مع النوادي، فقد لعب مع Moss FK ‏.

## وصلات خارجية
- أول جوني هينركسن على موقع اتحاد النرويج (النرويجية)
- أول جوني هينركسن على موقع قاعدة بيانات كرة القدم.إي يو (الإنجليزية)
- أول جوني هينركسن على موقع عالم كرة القدم.نت (الإنجليزية)